# Stade Mandji
El Association Sportive Stade Mandji es un equipo de fútbol de Gabón que juega en la Primera División de Gabón, la liga de fútbol más importante del país.

## Historia
Fue fundado en el año 1962 en la ciudad de Port-Gentil, en la provincia de Ogooué-Maritime y no es un equipo muy popular en Gabón, ya que ha ganado la liga dos veces y el torneo de copa 2 veces.
A nivel internacional ha participado en dos torneos continentales donde nunca ha podido superar la primera ronda.

## Palmarés
- Primera División de Gabón: 2

2009, 2022
- Copa Interclubes de Gabón: 2

1978, 1979

## Participación en competiciones de la CAF
| Temporada | Torneo                      | Ronda      | Club           | Casa | Visita | Global |
| --------- | --------------------------- | ---------- | -------------- | ---- | ------ | ------ |
| 2010      | Liga de Campeones de la CAF | Preliminar | ASFA Yennenga  | 0-2  | 1-4    | 1-6    |
| 2022/23   | Liga de Campeones de la CAF | 1          | Plateau United | 2-2  | 0-1    | 2-3    |